# Tomopterna delalandii
Espèce
Synonymes
- Pyxicephalus delalandii Tschudi, 1838

Statut de conservation UICN

 LC  : Préoccupation mineure
Tomopterna delalandii est une espèce d'amphibiens de la famille des Pyxicephalidae.

## Répartition
Cette espèce est endémique du Sud et de l'Ouest de l'Afrique du Sud,.

## Étymologie
Son nom d'espèce lui a été donné en référence à Pierre Antoine Delalande, naturaliste et explorateur français.

## Publication originale
- Tschudi, 1838 : Classification der Batrachier, mit Berucksichtigung der fossilen Thiere dieser Abtheilung der Reptilien, p. 1-99 (texte intégral).